# Смоленск (пролив)
Смоленск — пролив, отделяющий остров Десепшен от полуострова Рожен острова Ливингстон (Южные Шетландские острова, Антарктика). Ширина между Макарони-Пойнт на юго-западе и Барнард-Пойнт на северо-востоке составляет 18,4 км.
Назван в память исторического события региона — во время плавания через этот пролив 6 февраля 1821 года Первая русская антарктическая экспедиция под руководством Ф. Беллинсгаузена повстречала здесь судно американского промысловика Натаниэля Палмера. Русская экспедиция картографировала южное побережье острова Ливингстон и назвала его «Смоленск» в память о Смоленской битве — одной из битв наполеоновских войн.

## Карты

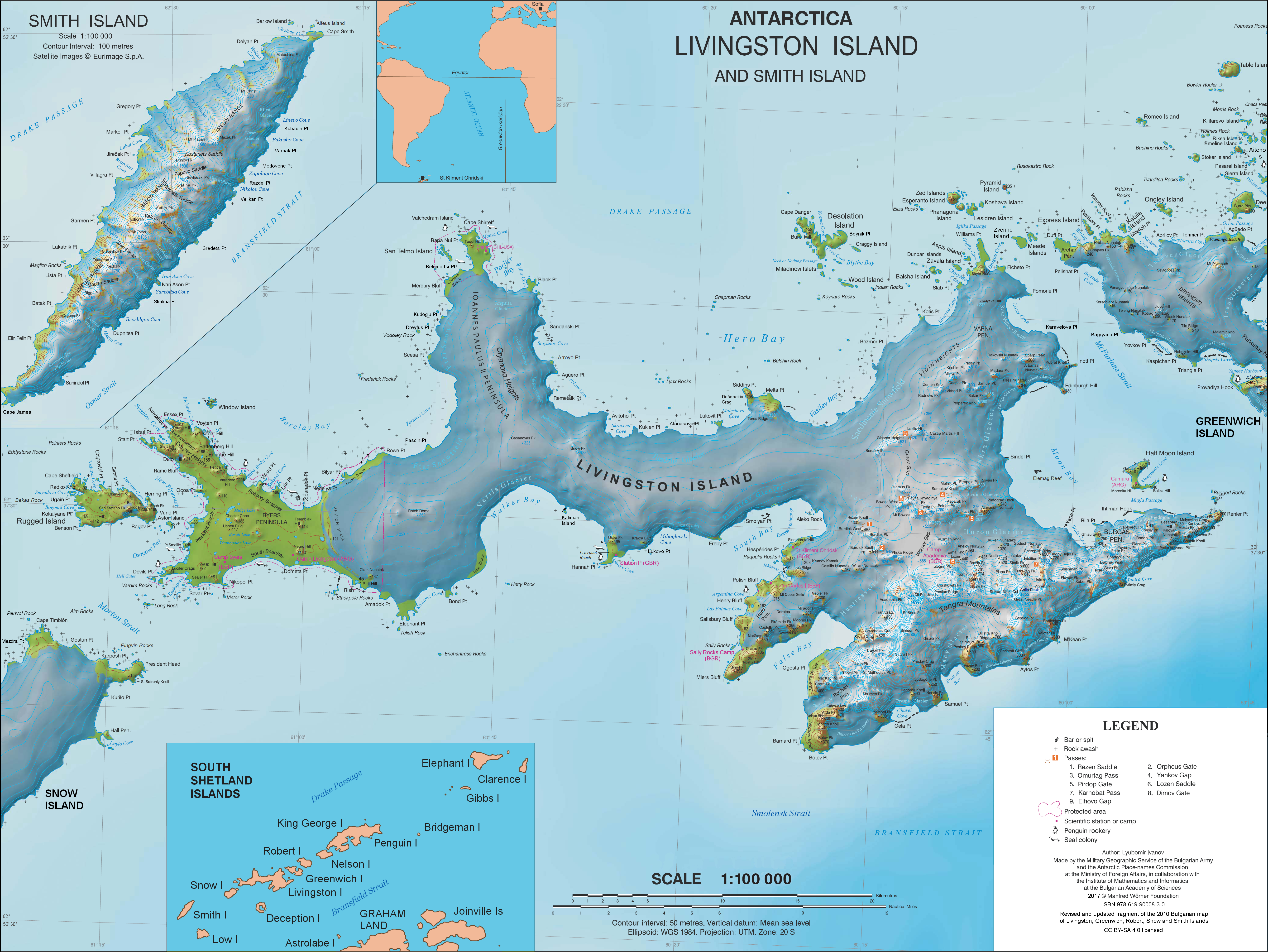
Топографическая карта острова Ливингстон и Смит

- Islas Livingston y Decepción. Топографическая карта в масштабе 1:100000. Madrid: Servicio Geográfico del Ejército, 1991.
- Цифровая база данных Антарктики. Топографическая карта Антарктиды в масштабе 1:250000 . Научный Комитет по Антарктическим исследованиям (Scientific Committee on Antarctic Research (SCAR)). Начиная с 1993 года регулярно модернизируются и обновляются.